# بي إف آر
بي إف آر (بالإنجليزية: Big Falcon Rocket)‏ مشروع صاروخ لشركة سبيس إكس. تم التخلي عنه لاحقا.
يتكون الصاروخ من جزأين أساسيين، جزء سفلي مصمم لاحتضان الجزء العلوي الذي تعلوه سفينة فضائية، خارج المدار الأرضي.